# .gy
.gyは国別コードトップレベルドメイン（ccTLD）の一つで、ガイアナに割り当てられている。ドメインの管理、運営はガイアナ大学のウェブサイトで行われている。

## セカンドレベルドメイン
- .co.gy
- .com.gy
- .org.gy
- .net.gy
- .edu.gy
- .gov.gy(ガイアナの政府機関用に予約)